# Mrs. Miniver
Mrs. Miniver (bra: Rosa da Esperança; prt: A Família Miniver) é um filme estadunidense de 1942, do gênero drama de guerra, dirigido por William Wyler.
Baseia-se numa fictícia dona de casa britânica criada por Jan Struther em 1937 para uma série de colunas do jornal The Times. Venceu seis prêmios Oscar, incluindo o de melhor filme do ano.
A adaptação cinematográfica da homônima série de colunas criada por Jan Struther para o jornal foi produzida pela Metro-Goldwyn-Mayer em 1942. Sob a influência do Departamento de Informação de Guerra, o filme tenta desconstruir a imagem da Inglaterra glamourosa que era passada pelos filmes de Hollywood do período pré-guerra. Para esse propósito, o status social elevado da família Miniver retratado nas colunas foi degradado e maior atenção foi dada à erosão de barreiras entre classes durante o período da guerra.

## Sinopse
Apesar de não tão rica quanto nas publicações de Struther, a Sr.ª Miniver da versão cinematográfica ainda vive na confortável casa intitulada Starlings; não no centro de Londres, mas num subúrbio perto do Tâmisa. A casa possui um amplo jardim com acesso ao rio e um barco a motor. O marido dela, Clem (apesar do sotaque do ator canadense Walter Pidgeon), é um arquiteto inglês bem-sucedido. Possuem vários empregados e um filho na universidade.
Com o início da segunda guerra mundial, Vin, o filho mais velho, regressa da universidade e se apaixona por Carol Beldon, neta de Lady Beldon, uma aristocrata de Beldon Hall, uma mansão vizinha. Apesar de discordâncias iniciais, se casam. Com a iminente ameaça de ataques aéreos à Inglaterra, Vin decide fazer sua parte e se junta à Força Aérea Real como piloto. É enviado para uma base localizada perto da casa dos pais. Clem ajuda na Operação Dynamo com o barco a motor da família. Sozinha em casa, a Sr.ª Miniver encontra um piloto alemão ferido em seu jardim. Ela o alimenta, o desarma calmamente e avisa às autoridades locais.
A Inglaterra começa a ser bombardeada diariamente e, enquanto Vin está na batalha com seu esquadrão, Carol é atingida e morta por um míssil. Os habitantes se refugiam numa danificada igreja local e, lá, determinam que irão lutar para defender o país e seu estilo de vida.

## Elenco principal
- Greer Garson .... Sr.ª Miniver
- Walter Pidgeon .... Clem Miniver
- Teresa Wright .... Carol Miniver
- May Whitty .... Lady Beldon
- Reginald Owen .... Foley
- Henry Travers .... James Ballard
- Richard Ney .... Vin Miniver
- Henry Wilcoxon .... Vicar

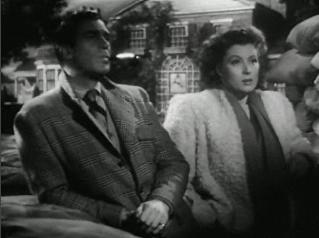
Greer Garson e Walter Pidgeon em cena de "Rosa da Esperança".

- Christopher Severn .... Toby Miniver
- Brenda Forbes .... Gladys - Housemaid
- Clare Sandars .... Judy Miniver
- Marie De Becker .... Ada - Cook
- Helmut Dantine .... German Flyer
- John Abbott .... Fred
- Connie Leon .... Simpson

## Prêmios Oscar
Conquistados
- Melhor filme do ano – Metro-Goldwyn-Mayer (Sidney Franklin, produtor)
- Melhor direção – William Wyler
- Melhor atriz principal – Greer Garson
- Melhor atriz coadjuvante – Teresa Wright
- Melhor roteiro adaptado – George Froeschel, James Hilton, Claudine West, Arthur Wimperis
- Melhor fotografia (preto-e-branco) – Joseph Ruttenberg

Indicações
- Melhor ator principal – Walter Pidgeon
- Melhor ator coadjuvante – Henry Travers
- Melhor atriz coadjuvante – May Whitty
- Melhor edição – Harold F. Kress
- Melhor som – Douglas Shearer
- Melhores efeitos especiais – A. Arnold Gillespie, Warren Newcombe, Douglas Shearer